# Sajansk
Sajansk (russisch Сая́нск) ist eine Stadt in der Oblast Irkutsk (Russland, mittleres Südsibirien) mit 40.800 Einwohnern (Stand 14. Oktober 2010).

## Geografie
Die Stadt liegt in der Ebene nördlich des Ostsajan, etwa 270 km nordwestlich der Oblasthauptstadt Irkutsk, am Fluss Oka, einem linken Nebenfluss des Angara. Sie ist der Oblast administrativ direkt unterstellt.
Sajansk ist durch eine Zweigstrecke (nur Güterverkehr) mit der 20 km entfernten Stadt und Station Sima an der Transsibirischen Eisenbahn verbunden. Südöstlich der Stadt führt zudem an die Fernstraße M53 Nowosibirsk–Irkutsk–Listwjanka am Ort vorbei.
Der gleichnamige Sajanski-Pass liegt jedoch im Westsajan und ist 800 km entfernt.

## Geschichte
Sajansk entstand ab 1970 im Zusammenhang mit der Errichtung eines Chemiewerkes. Dabei wurde das Chemiewerk links des Flusses Oka, zwischen dem heutigen Sajansk und der Stadt Sima, errichtet, die Stadt selbst gut zehn Kilometer vom Werk entfernt inmitten der Taiga rechts des Flussufers. Mit Fertigstellung des Werkes wuchs der Ort schnell, erhielt 1975 den Status einer Siedlung städtischen Typs und 1985 Stadtrecht. Der Ortsname bezieht sich auf die Lage im Vorland des Sajangebirges.

### Bevölkerungsentwicklung
| Jahr | Einwohner |
| ---- | --------- |
| 1979 | 8.363     |
| 1989 | 38.169    |
| 2002 | 43.468    |
| 2010 | 40.800    |

Anmerkung: Volkszählungsdaten

## Kultur und Sehenswürdigkeiten
In Sajansk wird die Sajansker Bildergalerie aufbewahrt, eine größere Sammlung insbesondere sowjetischer Kunst.
Ein sehenswertes Gebäude ist die russisch orthodoxe Kirche, die außen im oberen Teil überwiegend sowie im Inneren vollständig aus Holz besteht.
Zum 150. Geburtstag Lenins wurde in Sajansk ihm zu Ehren ein neues Denkmal enthüllt.

## Wirtschaft
Stadtbildendes Unternehmen ist das Chemiewerk der Sajanskchimprom-AG. Es ist eines der größten in Russland und stellt auf Grundlage einer nahe gelegenen Steinsalzlagerstätte kaustisches Soda, Flüssigchlor, Polyvinylchlorid und verschiedene Haushaltschemikalien her.
Daneben gibt es Betriebe der Bauwirtschaft und Lebensmittelindustrie.